# Nicole Cooke
Nicole Denise Cooke (ur. 13 kwietnia 1983 w Swansea) – brytyjska kolarka szosowa, złota medalistka olimpijska, czterokrotna medalistka mistrzostw świata oraz dwukrotna zdobywczyni Pucharu Świata.

## Kariera
Pierwszy sukces osiągnęła w 2000 roku, kiedy została mistrzynią świata juniorów w wyścigu ze startu wspólnego. Wynik ten powtórzyła rok później, zwyciężając także w jeździe na czas. Ze startu wspólnego zdobyła także złoty medal na igrzyskach Wspólnoty Narodów w Manchesterze w 2002 roku, a na rozgrywanych rok później mistrzostwach świata w Hamilton była trzecia za Szwedką Susanne Ljungskog i Holenderką Mirjam Melchers. Następnie była druga na MŚ w Madrycie (2005) i trzecia podczas MŚ w Salzburgu (2006). Największe sukcesy osiągnęła jednak w 2008 roku, kiedy zdobyła dwa medale na międzynarodowych imprezach. Najpierw zwyciężyła w swej koronnej konkurencji na igrzyskach olimpijskich w Pekinie, bezpośrednio wyprzedzając Annę Meares z Australii i Chinkę Guo Shuang. Siedem tygodni później w tej samej konkurencji była pierwsza podczas mistrzostw świata w Varese. Startowała także na igrzyskach w Atenach w 2004 roku oraz rozegranych osiem lat później igrzyskach w Londynie, ale tylko raz znalazła się w pierwszej dziesiątce – w 2004 roku była piąta w wyścigu ze startu wspólnego. W sezonach 2003 i 2006 zwyciężała w klasyfikacji generalnej Pucharu Świata, a w sezonie 2007 była druga za Holenderką Marianne Vos. Ponadto wygrała między innymi Giro d’Italia w 2004 roku i Grande Boucle w latach 2006 i 2007.

## Najważniejsze zwycięstwa i sukcesy
- 2002
  - mistrzyni Commonwealth Games
- 2003
  - 1. La Flèche Wallonne
- 2004
  - 1. Giro d’Italia
- 2005
  - 1. La Flèche Wallonne
- 2006
  - 1. La Flèche Wallonne
  - 1. Grande Boucle
- 2007
  - 1. Ronde van Vlaanderen
  - 1. Grande Boucle
- 2008
  -  mistrzyni olimpijska w indywidualnym wyścigu szosowym
  -  mistrzyni świata w indywidualnym wyścigu szosowym